# Camera alta

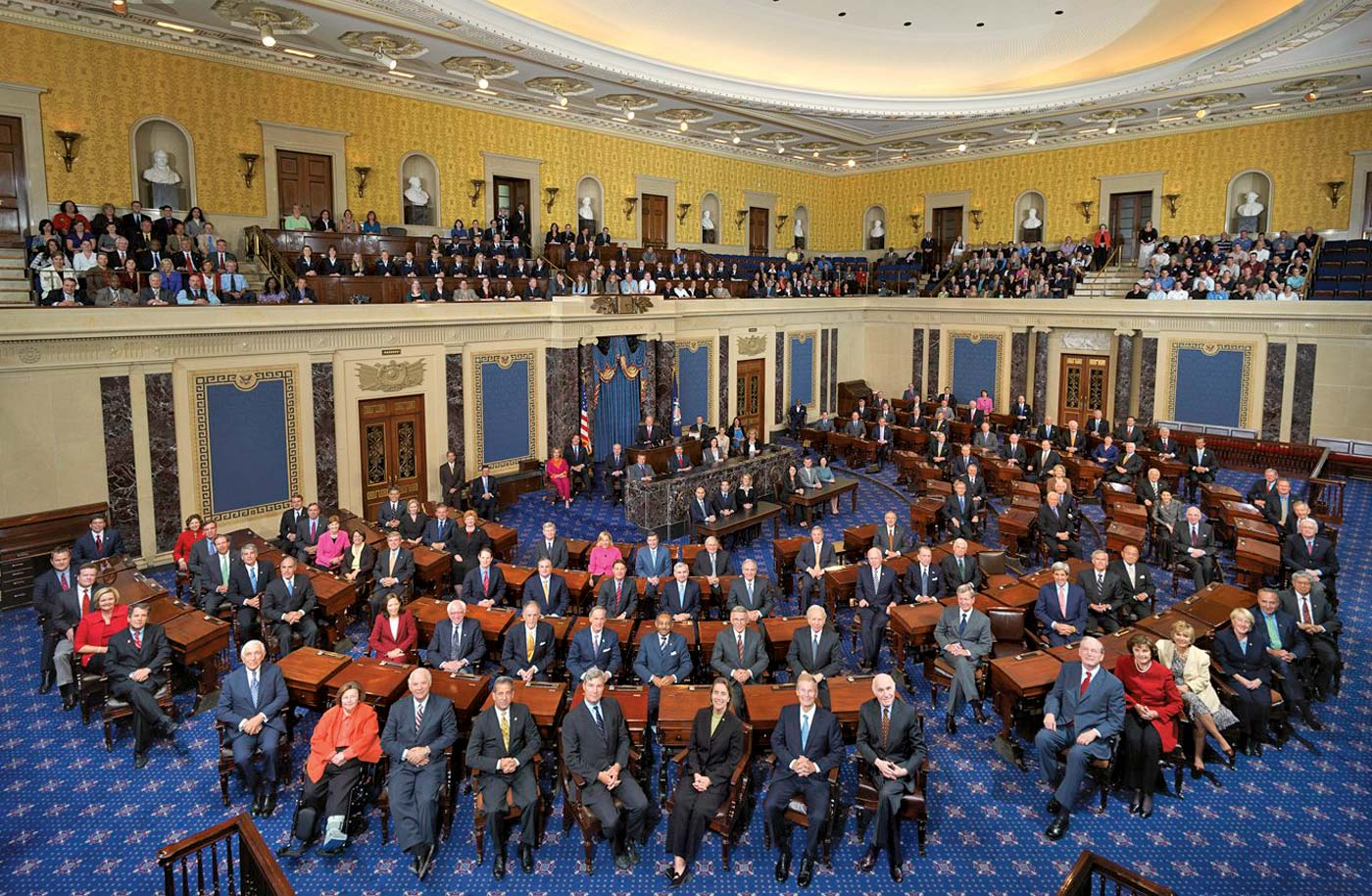
Il Senato degli Stati Uniti, camera alta dello stato americano, in una foto del 2010

Una camera alta è una delle due camere di un parlamento bicamerale; l'altra è detta camera bassa.
Si parla di bicameralismo perfetto quando, come in Italia, le due camere hanno gli stessi poteri; di bicameralismo imperfetto quando, invece, le due camere hanno poteri differenti una dall'altra. Se il parlamento è costituito da una sola camera, si parla di monocameralismo.

## Storia
Molti paesi come Danimarca, Svezia, Venezuela, Nuova Zelanda e le province canadesi del Québec, Nova Scotia, Isola del Principe Edoardo, Manitoba e Nuovo Brunswick, avevano in origine una camera alta, successivamente abolita per adottare un sistema monocamerale.
Il Nebraska è l'unico stato degli Stati Uniti d'America ad avere un parlamento unicamerale, dal 1934, l'Assemblea legislativa del Nebraska.

## Descrizione

### Caratteristiche generali
Molte camere alte non sono elette direttamente dal popolo, ma sono nominate, in tutto o in parte, dal capo dello stato, dal capo del governo o in altri modi. Solitamente questo accade per formare una camera di esperti o di cittadini che si distinguono per qualche caratteristica. Ad esempio i membri del Senato del Canada sono nominati dal monarca su richiesta del primo ministro. In questi sistemi, i seggi erano in passato spesso ereditari, come per la Camera dei lord del Regno Unito (fino al 1998), e la Camera dei pari giapponese (fino all'abolizione del 1947).
In ogni modo, è molto comune che la camera alta sia formata da delegati eletti in modo indiretto dalle autorità locali. Ad esempio il Bundesrat tedesco e il Senato degli Stati Uniti fino al 1913. In alcune altre nazioni invece la camera alta è eletta direttamente, ma con proporzione diversa da quella della camera bassa. Ad esempio il Senato dell'Australia e degli Stati Uniti hanno un numero fisso di senatori eletti in ogni stato, a dispetto della loro popolazione.
Il Senato della Repubblica italiana al contrario tende ad avere una distinzione poco evidente dalla rispettiva camera bassa: essendo a larghissima maggioranza eletto a suffragio universale (pur in esso sedendo anche senatori a vita non elettivi: gli ex Presidenti della Repubblica e fino a cinque senatori a vita nominati dal Presidente della Repubblica tra i "cittadini che hanno illustrato la patria per altissimi meriti nel campo sociale, scientifico, artistico e letterario") la sua composizione combacia quasi sempre con quella espressa nell'altro ramo del Parlamento; quanto alle funzioni, nel panorama istituzionale comparato dà luogo ad un raro caso di bicameralismo perfetto. In linea di massima, la distinzione di tale camera dalla Camera dei deputati dovrebbe rinvenirsi nel “carattere elettorale a base regionale” conferitole dall’Art. 57, primo comma della Costituzione della Repubblica Italiana, ma le leggi elettorali susseguitesi non ne hanno particolarmente tenuto conto.

### Caratteristiche specifiche
Una camera alta si distingue da quella bassa in almeno uno dei seguenti aspetti:
- La camera alta ha un potere minore rispetto alla camera bassa, ma ne ha alcuni speciali. Ad esempio il Senato degli Stati Uniti ha il potere esclusivo di adottare i trattati internazionali.
- L'approvazione della camera alta può essere richiesta solo per un elenco limitato di materie legislative, come gli emendamenti costituzionali.
- La camera alta può fungere da 'camera di riflessione', nel senso che si limita ad esaminare le iniziative di legge approvate dalla camera bassa, senza avere il potere di iniziativa legislativa. In qualche caso la camera alta non può respingere ciò che la camera bassa ha approvato.
- Nel sistema presidenziale, solitamente la camera alta ha il potere esclusivo di giudicare l'esecutivo per questioni di impeachment dopo la messa in stato di accusa da parte della camera bassa.
- I membri della camera alta possono essere scelti con criteri diversi dall'elezione popolare come la nomina da parte del capo dello stato o l'appartenenza alla nobiltà.
- Può essere usata per rappresentare gli interessi degli Stati federati di una federazione.
- Ha meno seggi rispetto alla camera bassa.
- Se la camera alta è elettiva, spesso il suo mandato è superiore a quello della camera bassa; se è, in tutto o in parte, di nomina regia o presidenziale o composta da nobili, il mandato può essere a vita e/o ereditario.
- Ad ogni elezione viene rinnovata soltanto parzialmente e non interamente.

### Poteri
Nel sistema parlamentare la camera alta è vista frequentemente come una camera consultiva; per questa ragione la sua azione diretta e i suoi poteri sono limitati - o non esistono affatto - nei seguenti ambiti:
- Controllo sull'esecutivo.
- Possibilità di respingere le proposte di legge già adottate dalla camera bassa o di bloccare il processo legislativo.
- Possibilità di iniziativa legislativa.
- Possibilità di bloccare o modificare il bilancio dello Stato.

## Denominazioni delle camere alte

### Termini comuni
- Senato, di gran lunga il più comune;
- Consiglio degli Stati, comune nelle federazioni:
  - Bundesrat ("Consiglio federale");
    - Bundesrat - Germania;
    - Consiglio federale - Austria;

  - Consiglio degli Stati - Svizzera;
  - Consiglio della Federazione (in russo: Совет Федерации) - Russia;
  - Rajya Sabha ("Consiglio degli Stati") - India;
- Consiglio legislativo:
  - Consiglio legislativo dell'Isola di Man - Isola di Man;
  - Consiglio legislativo del Brunei - Brunei.

### Denominazioni peculiari
- Camera dei lord - Regno Unito;
- Conferenza politica consultiva del popolo cinese - Cina (non è ufficialmente la camera alta e non ha poteri legislativi);
- Eerste Kamer (olandese per "prima Camera", spesso indicata come Senaat, "Senato") - Paesi Bassi;
- Camera dei consiglieri - Giappone;
- Consiglio nazionale - Slovenia;
- Consiglio nazionale - Bhutan.

#### In passato
- Camera dei lord d'Irlanda - Irlanda;
- Camera dei pari di Francia - Francia sotto la restaurazione dei Borbone;
- Consiglio della Shūra - Egitto;
- Főrendiház o Camera dei Magnati - Regno d'Ungheria, chiamata anche semplicemente Felsőház, "Camera alta".